# Teleskopy Magellana
Teleskopy Magellana – dwa bliźniacze optyczne teleskopy posiadające jednosegmentowe zwierciadła o średnicach 6,5 metra. Znajdują się w Obserwatorium Las Campanas w Chile i według pierwotnych planów miały pracować jako interferometr optyczny.
Teleskopy są nazwane po astronomie Walterze Baade i filantropie Landonie Clayu.
Teleskop Baade rozpoczął pracę 15 września 2000, a Clay – 7 września 2002.
Zbudowane zostały i są użytkowane przez konsorcjum jednostek naukowych: Carnegie Institution for Science, University of Arizona, Harvard University, University of Michigan i Massachusetts Institute of Technology. W 2009 r. podjęto decyzję o budowie Gigantycznego Teleskopu Magellana (GMT).

## Linki zewnętrzne

Porównanie wielkości i budowy zwierciadeł największych obecnych i planowanych teleskopów. Teleskopy Magellana w dolnej części diagramu, w ciemnozielonym kolorze.